# Ludwig Karrer
Ludwig Karrer (* 9. November 1830 in Teufenthal; † 5. Dezember 1893 in Bern; heimatberechtigt in Teufenthal) war ein Schweizer Politiker (DP) und reformierter Pfarrer. Von 1876 bis 1885 war er Nationalrat, von 1880 bis 1888 Regierungsrat des Kantons Aargau.

## Biografie
Der Sohn des gleichnamigen Wirts absolvierte die Kantonsschule in Aarau. Anschliessend studierte er Theologie an den Universitäten Bonn, Tübingen und Erlangen. Nachdem er 1854 erfolgreich das Staatsexamen abgeschlossen hatte, ging er für zwei Jahre nach Algier, wo er die dortige reformierte Gemeinde leitete. Ab 1856 war er zunächst Vikar in Riken (heute Murgenthal) und Feldprediger. Zwei Jahre später liess er sich zum Pfarrer der Kirchgemeinde Oberentfelden wählen. Seine besondere Aufmerksamkeit galt der Armenpflege und dem Schulwesen. Er übernahm den Religionsunterricht an der Bezirksschule Aarau und wurde vom Aargauer Erziehungsrat zum Inspektor der Gemeindeschulen im Bezirk Aarau ernannt. 1867 erhielt er das Ehrenbürgerrecht von Oberentfelden.
1874 gab Karrer seine Pfarrstelle auf und arbeitete zunächst zwei Jahre lang in der Spieldosenfabrik seines Bruders. Dieser Wandel ist auf sein gestiegenes Interesse an der Politik zurückzuführen, denn 1874 liess er sich als Kandidat der Demokratischen Partei in den Grossen Rat wählen. 1876 wählte ihn der Grosse Rat in die Kantonsregierung. Als Regierungsrat stand Karrer bis 1879 dem Departement des Innern vor, danach bis 1886 dem Erziehungsdepartement. Die Stimmberechtigten lehnten das von ihm ausgearbeitete Armengesetz ab. Als sie auch mehrmals Steuererhöhungen ablehnten, sah sich Karrer gezwungen, die Subventionen für Schulhausbauten einzustellen. 1884/85 wirkte er als Verfassungsrat an der Ausarbeitung einer neuen Kantonsverfassung mit. Sowohl von Liberalen als auch von Konservativen geriet er unter Beschuss, so dass er 1885 als Regierungsrat und im darauf folgenden Jahr als Grossrat zurücktrat.
Ebenfalls für die Demokraten kandidierte Karrer 1880 erfolgreich für einen Sitz im Nationalrat. Diesem gehörte er bis 1888 an, als der Bundesrat ihn zum Kommissär des eidgenössischen Auswanderungsamtes bestimmte. Seine Hauptaufgabe war der Vollzug des vier Jahre zuvor beschlossenen Auswanderungsgesetzes, wobei ihm vor allem die Erfahrungen in Algier zugutekamen. Sein Anliegen war es, die Auswanderung behördlich zu regeln, die Emigranten vor unliebsamen Überraschungen zu bewahren und sie bei der Ansiedlung in der neuen Heimat zu unterstützen.